# Claudette Werleigh
Claudette Werleigh (sinh ngày 26 tháng 9 năm 1946)  là Thủ tướng Haïti từ ngày 7 tháng 11 năm 1995 đến ngày 6 tháng 3 năm 1996. Bà là nữ Thủ tướng đầu tiên của Haiti.
Năm 1999, Werleigh trở thành Giám đốc tại Viện Sự sống &amp; Hòa bình ở Uppsala, Thụy Điển, và sau đó vào năm 2007 trở thành Tổng thư ký rồi Đặc phái viên Hòa bình của tổ chức hòa bình Công giáo Pax Christi International (2010) tại Brussels, Bỉ.

## Hoàn cảnh
Claudette sinh năm 1946, tại Cap-Haïtien trong một gia đình khá giả. Bố mẹ bà xuất khẩu cà phê và ngoài ra mẹ bà có một cửa hàng. Cha cô là một cựu nghị sĩ, nhưng đã rút lui khỏi chính trị trước khi Claudette ra đời. Claudette đến các trường tiểu học và trung học do các nữ tu điều hành, học các môn học đa dạng, bao gồm cả y học và sư phạm, ở Tây Ban Nha, Mỹ, Mexico và Haiti và nhận bằng luật và kinh tế tại trường đại học ở Port-au-Prince. Năm 1978 cô đăng ký hành nghề luật sư.

## Nghề nghiệp
Năm 1968-70, Werleigh làm kỹ thuật viên y tế và nhà hóa học ở Mỹ, năm 1971-73 làm nhà sinh lý học ở Thụy Sĩ và năm 1973-74 làm giáo viên ở Haiti. Năm 1970, cô kết hôn với George Werleigh, một giáo sư kinh tế và là một nhân vật nổi bật trong đảng dân chủ xã hội PANPRA (Đảng Haiti tiến bộ cách mạng quốc gia). Hai vợ chồng có hai cô con gái.
Werleigh tham gia vào công tác xã hội và giáo dục trong một số tổ chức phi chính phủ trong các lĩnh vực xóa mù chữ cho người lớn và cứu trợ nhân đạo. Năm 1975, cô tham gia chương trình Viện trợ khẩn cấp Công giáo cho Haiti và từ năm 1976 đến 1987, Tổng thư ký cho tổ chức Caritas Haiti, đi khắp mọi miền đất nước. Từ 1983 đến 1987, bà là Điều phối viên Caribbean cho Caritas International. Năm 1979, Werleigh thành lập ITECA (Viện Công nghệ và Hoạt hình), một trong những tổ chức giáo dục quan trọng nhất của Haiti.
Bà đã giúp thành lập Liên đoàn vì quyền phụ nữ ("Lig Pouvwa Fanm"), một tổ chức của phụ nữ đòi hỏi bình đẳng chính trị và kinh tế và thúc đẩy sự tham gia của phụ nữ vào chính trị. Hội đóng vai trò quan trọng là bắc cầu ngăn cách giữa các giới khác nhau, người nghèo và người giàu, phụ nữ và các cấu trúc quyền lực.

## Vị trí chính trị
Từ năm 1990 trở đi, Werleigh trở nên tích cực trong quản trị công và chính trị ở Haiti. Từ tháng 3 đến tháng 8 năm 1990, bà là Bộ trưởng Bộ Xã hội với tư cách là một người độc lập trong chính phủ lâm thời của Tổng thống Ertha Pascal-Trouillot. Khi Aristide trở thành Tổng thống, Werleigh gia nhập nội các của Thủ tướng Rene Preval vào năm 1991 và tham gia vào phong trào Lavalas để ủng hộ tổng thống. Từ tháng 7 năm 1992 đến tháng 10 năm 1993, bà là giám đốc điều hành của văn phòng Washington tại Haiti, làm công tác vận động công khai và vận động hành lang. Năm 1993-95, bà là Bộ trưởng Bộ Ngoại giao và Tôn giáo trong các chính phủ Malval và Michel. Sau đó, bà giữ chức Thủ tướng trong một trăm ngày vào năm 1995-96. Nhiệm vụ của bà là củng cố bộ máy lãnh đạo và tổ chức các cuộc bầu cử tổng thống dân chủ.
Claudette Werleigh chỉ định một nội các với 17 bộ trưởng, trong đó có 4 phụ nữ và tuyên bố rằng mục đích của cô là công bằng chính trị, xã hội, văn hóa và kinh tế  Bà nhận được hỗ trợ tài chính cho năng lượng, nông nghiệp và xây dựng đường bộ và cải thiện quan hệ với Cuba và Đài Loan. Bà cũng đã cố gắng giảm sự phụ thuộc kinh tế của Haiti và tạm dừng quá trình tư nhân hóa. Nhưng sau đó IMF đã giữ lại các khoản vay, gây ra một cuộc khủng hoảng chính trị. Rene Preval được bầu làm tổng thống với 88% phiếu bầu. Đó là sự thay đổi hòa bình đầu tiên của tổng thống kể từ khi Haiti trở nên độc lập. Preval là một đồng minh của Aristide và muốn Claudette Werleigh tiếp tục làm thủ tướng. Nhưng đa số trong quốc hội, giữ quyền phê chuẩn thủ tướng, đã thay đổi, vì vậy, Werleigh đã rút lui và rời khỏi đất nước.

## Hoạt động vì hòa bình
Năm 1999, bà trở thành giám đốc chương trình chuyển hóa xung đột của Viện Sự sống và Hòa bình ở Uppsala, Thụy Điển. Công việc của Claudette đưa bà đến các khu vực xung đột trên khắp châu Mỹ Latinh và một số quốc gia khác ở châu Á, châu Phi và hầu hết các quốc gia ở Tây Âu. Năm 2007, bà được bầu làm Tổng thư ký Pax Christi International, một phong trào hòa bình công giáo phi chính phủ hoạt động trên quy mô toàn cầu về nhiều vấn đề trong các lĩnh vực nhân quyền, an ninh và giải trừ vũ khí, công bằng kinh tế và sinh thái. Trước đó, bà là phó chủ tịch và là thành viên của ủy ban điều hành của Pax International, từ năm 1992 đến 2001. Năm 2010, bà trở thành Đặc phái viên Hòa bình tại Pax Christi International.